# John Curry (Eiskunstläufer)
John Curry (* 9. September 1949 in Birmingham, England; † 15. April 1994 in Stratford-upon-Avon) war ein britischer Eiskunstläufer, der im Einzellauf startete. Er ist der Olympiasieger von 1976, der Weltmeister von 1976 und der Europameister von 1976.

## Sportliche Karriere
Als Kind wollte Curry Tänzer werden, aber sein Vater, ein Ingenieur und Unternehmer, erachtete dies nicht als geeignete Aktivität für einen Jungen. Also begann Curry im Alter von sieben Jahren mit dem Eiskunstlaufen, das sein Vater nun finanzierte. Die ersten Jahre verfolgte er den Sport eher gelegentlich. Als er 16 Jahre alt war, starb sein Vater, woraufhin Curry nach London ging, um Stunden bei Arnold Gerschwiler zu nehmen, der ihn 1971 zum britischen Meister machte. 1972 fand Curry einen amerikanischen Sponsor, der ihn finanziell unabhängig machte und es ihm erlaubte, in die USA zu gehen, um bei den besten Trainern, Carlo Fassi und Gustave Lussi, zu trainieren.
Seit 1970 steigerte sich Curry kontinuierlich, bis er bei der Europameisterschaft 1974 mit Bronze seine erste Medaille gewann. Im Jahr darauf wurde er Vize-Europameister hinter Wladimir Kowaljow und Dritter bei der Weltmeisterschaft. 1976 erreichte er dann den Höhepunkt seiner Karriere. Unter der Regie von Carlo Fassi wurde er Europameister, Weltmeister und Olympiasieger. Bei den Olympischen Spielen war er auch Fahnenträger für Großbritannien. Er wurde zur BBC Sports Personality of the Year, zum Sportler des Jahres in Großbritannien, gewählt.
Nach seinem totalen Triumph beendete er seine Karriere und gründete ein Eiskunstlaufunternehmen, für das er selbst choreografierte und Arbeiten bei Tanzchoreografen wie Peter Martins und Twyla Tharp in Auftrag gab. Ein Streit mit den Geschäftsführern seines Unternehmens führte zur Betriebseinstellung Mitte der Achtziger. Danach trat Curry nur noch selten in der Öffentlichkeit auf.
Curry inszenierte am Broadway Theater Icedancing (1978) und wirkte als Schauspieler im Revival von Brigadoon mit.
Curry war bekannt für seine ballettartige Körperhaltung und Bewegung sowie für seine großartige Körperbeherrschung. Zusammen mit Toller Cranston setzte er künstlerisch neue Maßstäbe im Eiskunstlaufen. Auf dem Höhepunkt seiner Karriere beherrschte er auch die Pflichtfiguren und Sprünge. Unüblich war, dass er gegen den Uhrzeigersinn sprang, die meisten seiner Pirouetten aber im Uhrzeigersinn ausführte.
Vor der Weltmeisterschaft 1976 wurde Curry von der Bild-Zeitung als homosexuell geoutet. Es verursachte einen kurzen Skandal, aber die Presse und die Öffentlichkeit ignorierten seine sexuelle Orientierung in den nächsten Jahren. 1987 wurde bei Curry HIV diagnostiziert, 1991 brach AIDS bei ihm aus. Vor seinem Tod sprach er offen über seine Krankheit und seine sexuelle Orientierung. Er verbrachte die letzten Jahre bei seiner Mutter. John Curry starb am 15. April 1994 an einem durch Aids verursachten Herzinfarkt. Er wurde 44 Jahre alt. In einer Biografie von Schauspieler Alan Bates, die 2007 erschien, behauptete dieser, Curry sei in seinen Armen gestorben.

## Ergebnisse
| Wettbewerb / Jahr         | 1970 | 1971 | 1972 | 1973 | 1974 | 1975 | 1976 |
| ------------------------- | ---- | ---- | ---- | ---- | ---- | ---- | ---- |
| Olympische Winterspiele   |      |      | 10.  |      |      |      | 1.   |
| Weltmeisterschaften       |      | 14.  | 9.   | 4.   | 7.   | 3.   | 1.   |
| Europameisterschaften     | 12.  | 7.   | 5.   | 4.   | 3.   | 2.   | 1.   |
| Britische Meisterschaften |      | 1.   |      | 1.   | 1.   | 1.   | 1.   |